# Idiognathodontidae
Famille
Les Idiognathodontidae sont une famille éteinte de conodontes de l'ordre des Ozarkodinida.

## Systématique
La famille des Idiognathodontidae a été créée en 1933 par les paléontologues américains Reginald Wilson Harris (d) et Richard Vincen Hollingsworth (d),.

## Liste des genres
Selon Paleobiology Database (5 juin 2022) :
- † Gnathodus Pander, 1856
- † Idiognathodus Gunnell, 1931
- † Protognathodus Ziegler, 1969

## Phylogénie
```
o 
Conodonta
 (éteint)
└─o 
Ozarkodinida
 (éteint)
  ├─o 
Spathognathodontidae
 (éteint)
  ├─o 
Pterospathodontidae
 (éteint)
  └─o
    ├─o 
Kockelellidae
 (éteint)
    └─o 
Polygnathacea
 (éteint)
      ├─o
      │ ├─o 
Polygnathidae
 (éteint)
      │ └─o
      │   ├─o 
Palmatolepidae
 (éteint)
      │   └─o 
Anchignathodontidae
 (éteint)
      └─o
        ├─o 
Elictognathidae
 (éteint)
        └─o
          ├─o
          │ ├─o 
Gnathodontidae
 (éteint)
          │ └─o 
Idiognathodontidae
 (éteint)
          └─o
            ├─o 
Mestognathidae
 (éteint)
            └─o
              ├─o 
Cavusgnathidae
 (éteint)
              └─o 
Sweetognathidae
 (éteint)
```

## Publication originale
- (en) R. W. Harris et R. V. Hollingsworth, « New Pennsylvanian conodonts from Oklahoma », American Journal of Science, and Arts, New Haven, Inconnu, vol. s5-25, no 147,‎ 1er mars 1933, p. 193-204 (ISSN 0002-9599 et 1945-452X, OCLC 5694945, DOI 10.2475/AJS.S5-25.147.193).